# Капелацо (Кунео)
Капелацо је насеље у Италији у округу Кунео, региону Пијемонт.
Према процени из 2011. у насељу је живело 332 становника. Насеље се налази на надморској висини од 327 м.